# D'slove
D'slove é o segundo álbum de estúdio japonês do cantor sul-coreano Daesung, mais conhecido por seu nome artístico D-Lite no Japão. Ele foi lançado pela YGEX em 16 de julho de 2014 em três edições e estreou no topo da parada diária da Oricon Albums Chart. Como forma de divulgação do álbum, Daesung embarcou em sua segunda turnê japonesa intitulada D'slove Tour. 

## Antecedentes e lançamento
Após a confirmação do lançamento de um álbum de Daesung, em 26 de junho de 2014, foram revelados detalhes acerca do material, que incluíram a imagem de sua capa e a lista de faixas do álbum. D'slove contém a maior parte de suas letras escritas por Daesung, que também participou da produção do álbum. Sua lista de canções inclui "I Love You", que contém a participação do violonista Taro Hakase e foi lançada previamente como single em 2013. Adicionalmente, contém canções lançadas em junho de 2014 por Daesung, através de seu single "Rainy Rainy".
D'slove foi lançado em ambos os formatos físico e digital e em três edições: CD, CD+DVD e CD+DVD+playbutton. 

## Promoção
Em 2 de julho de 2014, um vídeo teaser foi lançado pela YG Entertainment, contendo imagens de Daesung e trechos das canções contidas em D'slove, a fim de apresentar o álbum.

### D'slove Tour
Para apoiar o lançamento de D'slove, Daesung realizou sua segunda turnê japonesa, visitando nove cidades e obtendo um público de 170,000 mil pessoas em dezessete apresentações. Além disso, ele se tornou o primeiro artista de K-pop a atrair mais de cem mil pessoas em uma turnê japonesa, por dois anos consecutivos.

## Lista de faixas
| D'slove – Edição padrão |                                                      |                                                    |                                                      |                                       |         |  |
| N.º                     | Título                                               | Letras                                             | Música                                               | Arranjos                              | Duração |  |
| 1.                      | "Rainy Rainy"                                        | Daesung "D-Lite", Amon Hayashi                     | Mitsu.J                                              | Mitsu.J for Digz, Inc. Group          | 4:59    |  |
| 2.                      | "Feelings Deepended" (想い募って)                    | Daesung "D-Lite", Sung Hwak Cho, Shoko Fujibayashi | Dee.P, Sung Hwak Cho                                 | Dee.P                                 | 4:49    |  |
| 3.                      | "Shut Up"                                            | G-Dragon, Kenn Kato                                | Seung Cheon Ham, Uk Jin Kang, Bigtone                | Seung Cheon Ham, Uk Jin Kang          | 3:30    |  |
| 4.                      | "Two People? Alone!!" (二人?一人!!)                  | Daesung "D-Lite", Kenn Kato                        | Airplay, Bigtone                                     | Airplay                               | 3:51    |  |
| 5.                      | "Dress"                                              | Daesung "D-Lite", Amon Hayashi                     | Mitsu.J                                              | Mitsu.J for Digz, Inc. Group          | 5:08    |  |
| 6.                      | "Try Smiling" (versão japonesa; ウソボンダ)          | Narumi Yamamoto                                    | Gyu Won Lee                                          | Gyu Won Lee                           | 4:16    |  |
| 7.                      | "Awake, Asleep" (醒めて、眠れ)                       | Daesung "D-Lite", Kenn Kato                        | Seung Cheon Ham, Uk Jin Kang, Airplay, Sung Hwak Cho | Seung Cheon Ham, Uk Jin Kang, Airplay | 3:31    |  |
| 8.                      | "Even When the World Ends" (世界が終わっても)        | Daesung "D-Lite", RJ Project                       | Q, Bigtone                                           | Q                                     | 3:53    |  |
| 9.                      | "Look at me, Gwisun" (versão japonesa; ナルバキスン) | G-Dragon, Kenichi Maeyamada                        | G-Dragon, Kush                                       | Jung Mook Kim                         | 2:50    |  |
| 10.                     | "I Love You" (com participação de Taro Hakase)       | Yutaka Ozaki                                       | Yutaka Ozaki                                         | Seiji Kameda                          | 4:23    |  |
| Duração total:          | Duração total:                                       | Duração total:                                     | Duração total:                                       | Duração total:                        | 40:13   |  |

| Conteúdo bônus em DVD – Edição CD+DVD |                                                                                           |         |  |
| N.º                                   | Título                                                                                    | Duração |  |
| 1.                                    | "Rainy Rainy" (Vídeo musical)                                                             |         |  |
| 2.                                    | "I Love You" (Vídeo musical)                                                              |         |  |
| 3.                                    | "To-san no Off no Sugoshikata in Hokkaido ~Fuyu~ (トさんのオフの過ごし方 in 北海道 ~冬~)" |         |  |

## Desempenho nas paradas musicais
D'slove estreou no Japão em seu pico de número sete na Billboard Japan Top Albums Sales, na parada da Oricon, o álbum estreou no topo da parada diária da Oricon Albums Chart vendendo 30,099 mil cópias e convertendo-se no primeiro álbum de Daesung a liderar a parada. Na respectiva parada semanal da Oricon Albums Chart, D'slove posicionou-se em seu pico de número dois, obtendo vendas totais de 37,517 mil cópias. Mais tarde, o álbum posicionou-se em número treze em sua respectiva parada mensal.

### Posições
| Paradas (2014)                           | Melhor posição |
| ---------------------------------------- | -------------- |
| Japão (Billboard Japan Top Albums Sales) | 7              |
| Japão (Oricon Daily Albums Chart)        | 1              |
| Japão (Oricon Weekly Albums Chart)       | 2              |
| Japão (Oricon Monthly Albums Chart)      | 13             |

## Histórico de lançamento
| Região | Data                | Formato                     | Gravadora | Edição             |
| ------ | ------------------- | --------------------------- | --------- | ------------------ |
| Japão  | 16 de Julho de 2014 | CD CD+ DVD download digital | YGEX      | Padrão, playbutton |